# Ханькан, Юрий Владимирович

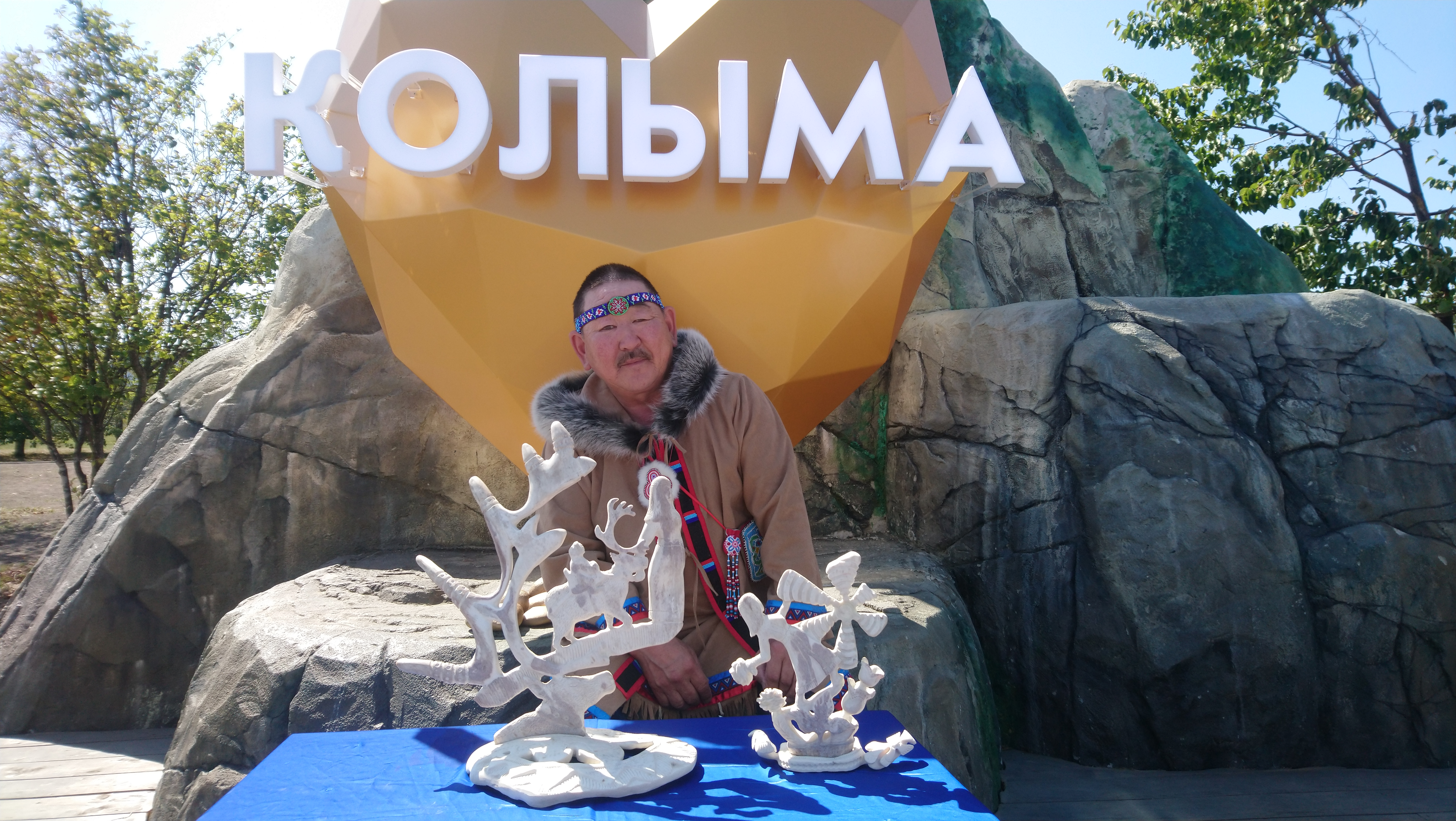
Юрий Владимирович Ханькан

Юрий Владимирович Ханька́н (11 апреля 1962, Гижига, Северо-Эвенский район, Магаданская область — 25 (26) ноября 2022, там же) — колымский косторез, знаток эвенского эпоса, сказитель, автор эвенских сказок, член Союза художников России, артист Магаданского музыкального и драматического театра.

## Биография
Родился в семье оленеводов-кочевников. Сам некоторое время работал в оленеводческой бригаде. Косторезным искусством начал заниматься в 1996 году.

Работа Юрия Ханькана

В 2015 году Юрий Ханькан был награждён дипломом за участие в Х Международной выставке-ярмарке «Сокровища Севера» в Москве.
В 2016 году принял участие в ХI Международной выставке-ярмарке «Сокровища Севера». «Мастера и художники России». В конкурсе «Лучшее произведение национального искусства» в номинации «Резьба и гравировка по кости и рогу» мастер занял 3 место.
В 2020 году сказки Юрия Ханькана были опубликованы в переводе на идиш в литературно-публицистическом альманахе «Биробиджан».
Юрий Ханькан играл в спектакле «На краю света», поставленном на магаданской сцене в 2019 году режиссёром Радионом Букаевым по одноимённой повести Николая Лескова (сценическая композиция Данилы Привалова). В 2020 году спектакль участвовал в XIX Международном театральном фестивале «Золотой Витязь» и победил в номинации «Спектакль большой формы».
Работы Юрия Ханькана, воспевающие северную природу, быт и традиции эвенского народа, находятся в частных коллекциях и музеях в России и за рубежом.

## Награды
В 2016 году Юрий Ханькан стал лауреатом премии губернатора Магаданской области «Лучший хранитель национальных традиций малочисленных народов Севера».
В 2017 году был удостоен Гран-при I Международного фестиваля косторезного искусства в Магадане, награждён дипломом за участие в Международном фестивале «Косторезное искусство народов мира».
В 2018 году награждён дипломом Министерства культуры Российской Федерации за участие в выставке косторезного искусства и декоративно-прикладного творчества IХ Межрегионального смотра деятельности этнокультурных центров коренных малочисленных народов Севера, Сибири и Дальнего Востока.